# Puzzle (Sexy Zoneの曲)
『puzzle』（パズル）は、Sexy Zoneの26枚目のシングル。2024年3月6日にユニバーサルミュージックより発売された。Sexy Zoneは所属レーベル名が2024年よりTop J RecordsからOver The Topに変更されたため、本作が新レーベルからの第1弾作品となる。また、4人体制かつSexy Zone名義での最後のシングルである。

## 概要
初回限定盤A（CD+DVD）、初回限定盤B（CD+DVD）、通常盤（CDのみ）、そして受注生産限定商品（2月6日23:59まで）のUNIVERSAL MUSIC STORE限定盤（CD+DVD+ブックレット）の4形態で発売。
「puzzle」は中島健人主演のカンテレ・フジテレビ系火ドラ★イレブン『リビングの松永さん』の主題歌。ドラマの舞台となっているシェアハウスと同じく、パズルのピースのように様々な形があってもお互いを認め合うことや、人と人との繋がりを歌った楽曲となっており、1月9日に放送されたドラマの第1話の中で音源が初めて解禁された。MVは2月7日21時にプレミア公開されたが、卒業を控えた中島が他の3人のメンバーに花の入ったボックスを送っているように見える設定や、「私を忘れないで」「常に前進」などそれぞれが持っている異なった花の花言葉、5人の"puzzle"が合うことで一つのもの（＝サンドイッチ）が完成するという、マリウスの存在も暗示するかのような演出に、SNS上ではファンから感動の声が続々とあがった。
「君のせい」は2024年4月から6月にTBS系で放送されたアニメ『花野井くんと恋の病』のオープニングテーマに起用されている。

## 仕様・特典
仕様
- 通常盤 - 初回プレス仕様 ピクチャーレーベル
- UNIVERSAL MUSIC STORE限定盤 - LPサイズ紙ジャケット仕様、20Pブックレット封入、巻き帯つき

3形態共通封入特典
- シリアルコード入りプレイリストカード
『SZ10THアプリ』内ミュージックプレイヤー機能で楽曲が聴ける。

3形態同時予約購入特典
- 『Sexy Zone』ロゴ入りネックストラップ&メンバーソロカード4枚セット
- Sexy Zone 26th Single 発売記念スペシャルキャンペーン
特典応募用シリアルコード1つで「全員特典」と「抽選特典」両方に応募可能。
  - 全員特典：Sexy Zone メモリアルデジタルフォトプレゼント（ダウンロード期間：2024年4月8日10:00 - 4月30日23:59）
  - 抽選特典（3点を1セットで2000名にプレゼント）
    - Sexy Zoneロゴ入り マスキングテープ（3種）
    - Sexy Zoneロゴ入り ジップバッグ（同絵柄3枚）
    - Sexy Zoneメモリアルフォト（1枚）

## 収録曲
クレジット出典

### CD
※4曲目以降は通常盤のみ収録。
1. puzzle [4:15]
作詞：金井政人（BIGMAMA）  / 作曲：浪岡真太郎 / 編曲：石塚知生、浪岡真太郎
  - 中島健人主演 カンテレ・フジテレビ系 火ドラ★イレブン『リビングの松永さん』主題歌
2. 君のせい [2:56]
作詞：nozomi* / 作曲：Toshiya Hosokawa、FUNK UCHINO、Gigi、SILLY TEMBA / 編曲：Toshiya Hosokawa、SILLY TEMBA 
  - TBS系 TVアニメ『花野井くんと恋の病』オープニングテーマ
3. ワィワィHaワィ [3:22]
作詞：草川瞬 / 作曲：草川瞬、GRP / 編曲：GRP
トロピカルなアッパーチューンで、「バィバィDuバィ〜See you again〜」のアンサーソング。2023年に開催された初の3大ドームツアー『SEXY ZONE LIVE TOUR 2023 ChapterⅡ in DOME』で初披露された[17]。
4. puzzle -Inst-
5. 君のせい -Inst-
6. ワィワィHaワィ -Inst-
7. Sexy Zone [from SEXY ZONE LIVE TOUR 2023 ChapterⅡ in DOME] [3:38]
2023年12月に行われた『SEXY ZONE LIVE TOUR 2023 ChapterⅡ in DOME』公演のデビュー曲「Sexy Zone」のライブ音源[15]。

### DVD

#### 初回限定盤A
約53分収録。
- 「puzzle」Music Video
- Making of 「puzzle」

#### 初回限定盤B
約55分収録。
- 「Sexy Zone メッセージセンス対決！グッとくるーレット」

#### UNIVERSAL MUSIC STORE 限定盤
約4分収録。
- 「フィルター越しに見た空の青」from SEXY ZONE LIVE TOUR 2023 ChapterⅡ in DOME

## チャート成績
「オリコン週間シングルランキング」で前作『人生遊戯』の19.7万枚を超える27.8万枚を売り上げ、デビュー曲から26作連続・通算26作目の1位獲得となった。また、「オリコン週間合算シングルランキング」でもこのCD売上枚数のポイントが大きく牽引したことで、自己最高となる週間ポイント27.8万PT（278,250PT）で通算10作目の1位を獲得した。
Billboard JAPAN Top Singles Salesでも2021年8月発売の21枚目のシングル『夏のハイドレンジア』の初週記録である259,361枚を抜く296,056枚を売り上げる自身最多初週セールスを記録し、Number_iの『GOAT』に次ぐ2位を記録した。